# Dayu (socken i Kina, Henan, lat 34,25, long 113,04)
Dayu (kinesiska: 大峪, 大峪乡) är en socken i Kina. Den ligger i provinsen Henan, i den centrala delen av landet, omkring 81 kilometer sydväst om provinshuvudstaden Zhengzhou. Antalet invånare är 20 681. Befolkningen består av 9 744 kvinnor och 10 937 män. Barn under 15 år utgör 22,0 %, vuxna 15-64 år 66 %, och äldre över 65 år 10,0 %.
Genomsnittlig årsnederbörd är 665 millimeter. Den regnigaste månaden är september, med i genomsnitt 131 mm nederbörd, och den torraste är december, med 4 mm nederbörd.